# 深水副獅子魚
深水副獅子魚，為輻鰭魚綱鮋形目杜父魚亞目獅子魚科的其中一種，分布於北極圈及東北大西洋海域，棲息深度20-4009公尺，體長可達25.3公分，為深海底棲性魚類，屬肉食性，以端足類、腹足類等為食，生活習性不明。

## 擴展閱讀
維基物種上的相關：深水副獅子魚